# Hervé Dumont

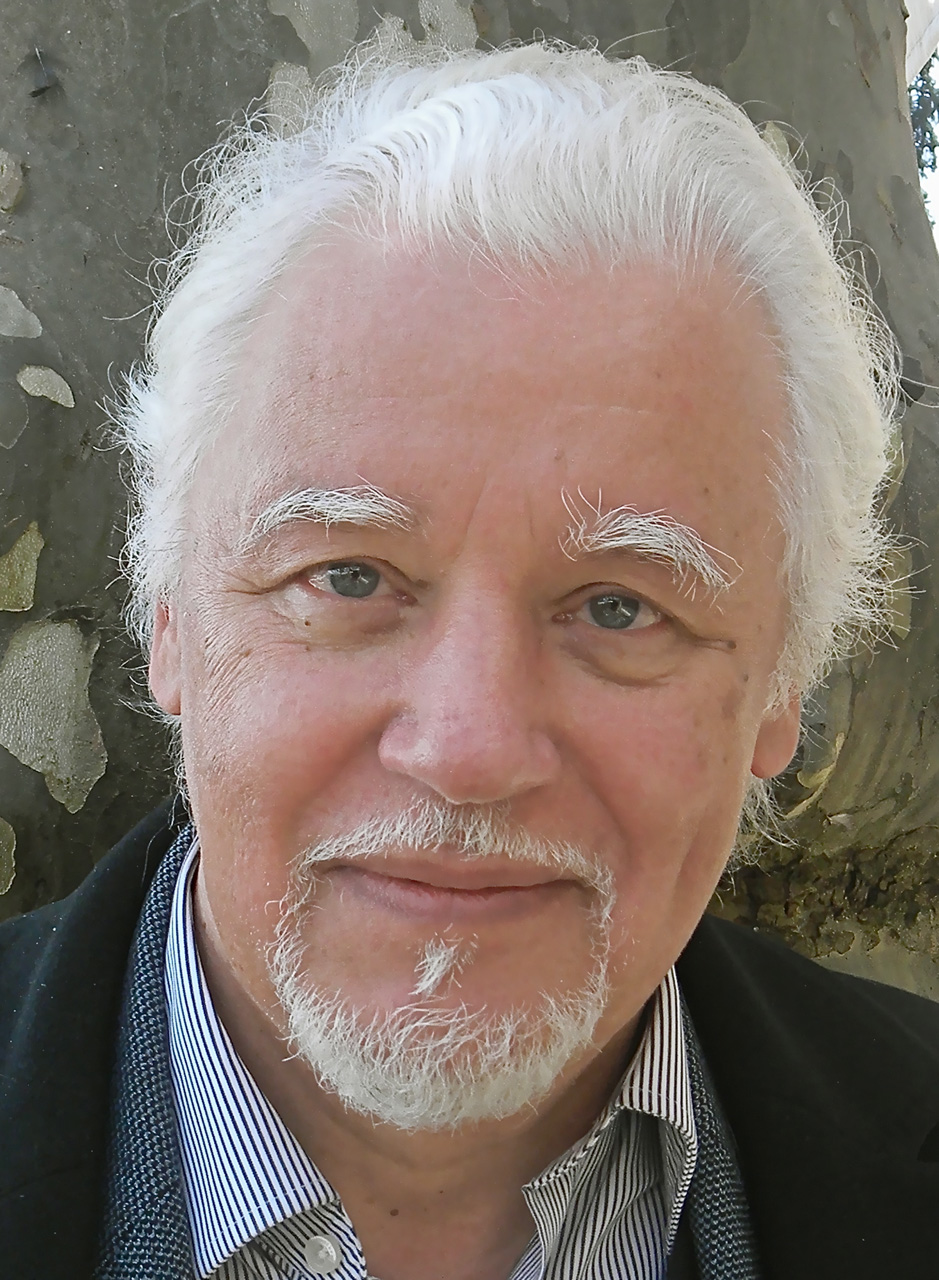
Hervé Dumont (2015)

Hervé Dumont (* 15. Februar 1943 in Bern) ist ein Schweizer Filmwissenschaftler. Als Filmhistoriker hat er sich vor allem mit der Erforschung der Schweizer Filmgeschichte einen Namen gemacht. Von 1996 bis 2008 war er Direktor des Schweizer Filmarchivs (Cinémathèque suisse).

## Leben
Hervé Dumont studierte Literaturwissenschaft, Kunstgeschichte und Theaterwissenschaft an der Ludwig-Maximilians-Universität München, wo er 1973 auch mit der Dissertation Das Schauspielhaus und Stadttheater Zürich von 1921 bis 1938 promoviert wurde.
Dumont ist ein international anerkannter Filmhistoriker und Autor der Standardwerke Geschichte des Schweizer Films. Spielfilme 1896–1965 (Histoire du cinéma suisse, films de fiction 1896–1965, 1987) und – zusammen mit Maria Tortajada – dessen Fortsetzung Histoire du cinéma suisse 1966–2000 (2007). Seine filmwissenschaftlichen Biografien über W. S. Van Dyke (1973), Leopold Lindtberg (1975), Max Haufler (1977), Robert Siodmak (1981), Frank Borzage (1993) und William Dieterle (2002) fanden internationale Beachtung und wurden teilweise in andere Sprachen übersetzt.
1996 wurde er als Nachfolger von Freddy Buache zum Direktor des Schweizer Filmarchivs (Cinémathèque suisse) bestellt, das er bis zum Eintritt in den Ruhestand 2008 leitete. Unter seiner Leitung wurde das Personal auf mehr als 30 Mitarbeiter aufgestockt, nicht zuletzt, weil der Bestand der Cinémathèque immer weiter anwuchs: 2005 bestand die Sammlung aus 70.000 Filmen, 2 Millionen Fotos, 100.000 Farb-Dias und 90.000 Plakaten. Um der zunehmendem Abnutzung und Zersetzung des gelagerten Materials zu begegnen, betrieb die Cinémathèque suisse unter seiner Verantwortung eine systematische Archivierung und Konservierung ihrer Bestände.
Dumont lehrte als ausserordentlicher Professor ad personam an der Universität Lausanne.

## Auszeichnungen
Für sein Buch Geschichte des Schweizer Films. Spielfilme 1896–1965 zeichnete ihn das Institut Jean Vigo, Perpignan, 1988 mit dem Prix de la critique historique du cinéma aus. Die Biografie Frank Borzage – Sarastro à Hollywood erhielt 1993 in Paris den Prix Simone Genevois. Daneben wurde Hervé Dumont 1998 mit dem Preis des Kantons Bern (Prix de l'Etat de Berne) geehrt und ist als Chevalier des Arts et des Lettres Träger des Ordre des Arts et des Lettres. Beim  cinefest – Internationales Festival des deutschen Film-Erbes in Hamburg erhielt er für seine Verdienste um das deutsche und europäische Filmerbe den Reinhold Schünzel-Preis 2024.

## Schriften

### Bücher zu Film- und Theatergeschichte
- Das Schauspielhaus und Stadttheater Zürich von 1921 bis 1938, Dissertationsschrift, München (als Teildruck unter dem Titel Das Zürcher Schauspielhaus von 1921 bis 1938, Lausanne 1973)
- Ciné-journal suisse au féminin, 1940–1975, Edition Travelling 44–46, Lausanne 1975
- Histoire du cinéma suisse, films de fiction 1896–1965 / Geschichte des Schweizer Films. Spielfilme 1896–1965, Lausanne 1987 (ISBN 2-88267-001-X)
- Rise & Fall of the Legendary Swiss Film Company: Praesens Film.  Emil Berna, Lazar Wechsler, Paul Hubschmid…, Übersetzung von John O’Brien, Zürich 1991
- zusammen mit Maria Tortajada: Histoire du cinéma suisse 1966–2000, Lausanne und Hauterive 2007

### Biografien
- W.S. Van Dyke, Edition Anthologie du cinéma, Paris 1973
- Leopold Lindtberg et le cinéma suisse 1935–1953, Edition Travelling, Lausanne 1975 (dt. Leopold Lindtberg und der Schweizer Film 1935–1953, Ulm 1981)
- Max Haufler. Censure l’herbier, Edition Travelling 50, Lausanne 1977
- Robert Siodmak, le maître du film noir, Edition L'Age d'Homme, Lausanne 1981 (Neuauflage Paris 1990)
- Frank Borzage – Sarastro à Hollywood,  Edition La cinémathèque française, Paris und Mailand 1993
- William Dieterle. Un humaniste au pays du cinéma, Edition La cinémathèque française, Paris 2002

### Filmwissenschaftliche Aufsätze und Studien
- Arsène Lupin et le Mouron Rouge à l'écran, in: Travelling Nr. 49, Lausanne 1977
- Jules Verne et le cinéma, in: L'Ecran fantastique Nr. 9, Paris 1979
- Curt Siodmak, écrivain et cinéaste de science-fiction, in: L'Ecran fantastique Nr. 33–35, Paris 1983
- Ayesha et Antinéa. Le mythe de la reine immortelle au cinéma, in: L'Ecran fantastique Nr. 57–58, Paris 1985
- Le grand livre de Dumas: Alexandre Dumas à l'écran, Edition Les Belles Lettres, Paris 1997 (S. 214–245)
- Napoléon et le cinéma. Un siècle d'images, Edition Cinémathèque régionale de Corse, Porto Vecchio, et Alain Piazzola, Ajaccio 1998 (S. 149–384)
- Le péplum: l'Antiquité au cinéma, in: CinémAction Nr. 89, Paris 1998 (Chronologie du film à l'antique, S. 129–180)